# Anapistula tonga
Espèce
Anapistula tonga est une espèce d'araignées aranéomorphes de la famille des Symphytognathidae.

## Distribution
Cette espèce est endémique des Tonga. Elle se rencontre sur Tongatapu.

## Description
Le mâle holotype mesure 0,65 mm et la femelle paratype 0,66 mm.

## Étymologie
Son nom d'espèce lui a été donné en référence au lieu de sa découverte, les Tonga.

## Publication originale
- Harvey, 1998 : A review of the Australasian species of Anapistula Gertsch (Araneae: Symphytognathidae). Records of the Western Australian Museum, vol. 19, p. 111-120 (texte intégral).